# 鴨兔錯覺

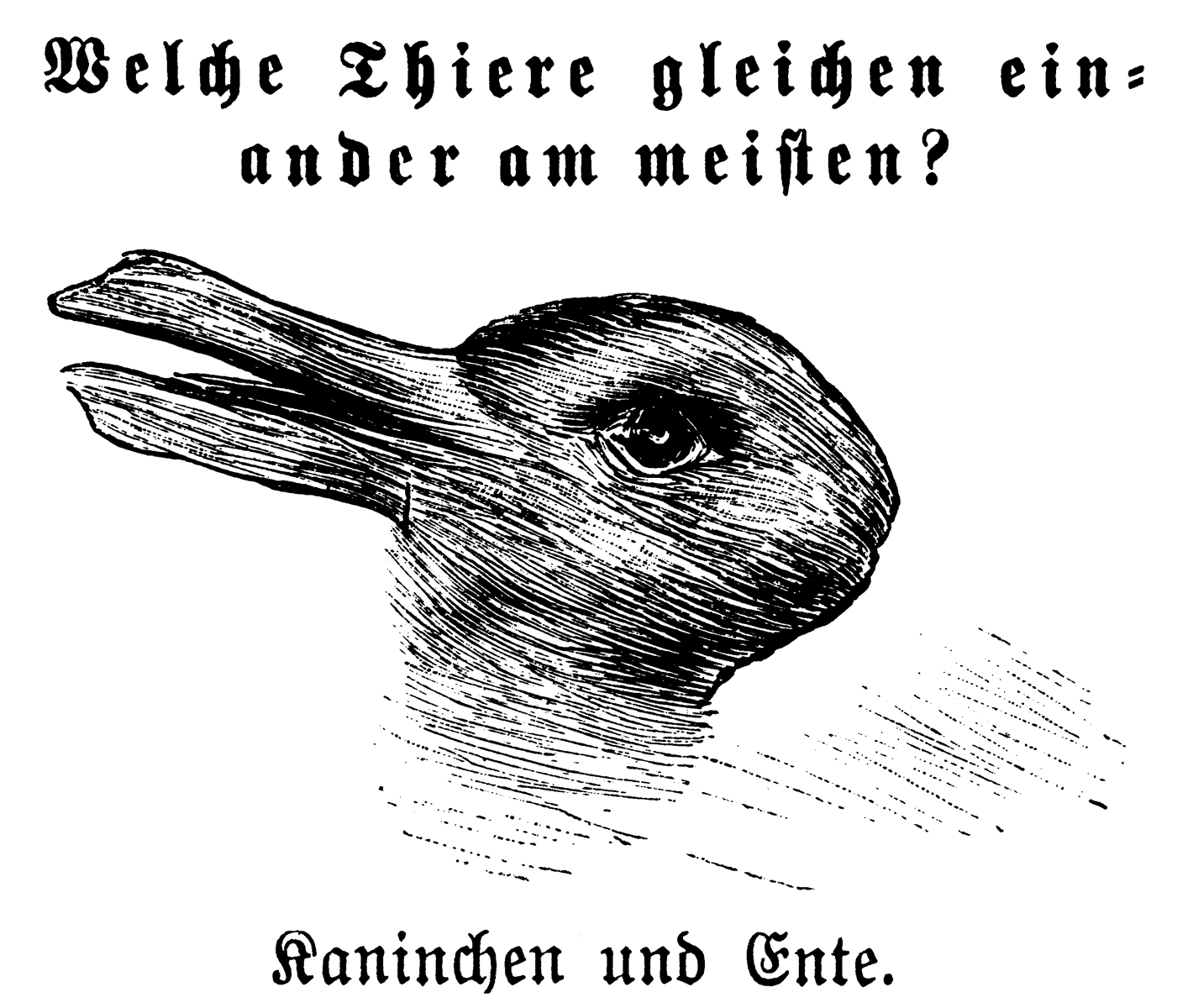
在1892年10月23日 Fliegende Blätter 雜誌中的"Kaninchen und Ente"（鴨和兔） ("Rabbit and Duck")

鴨兔錯覺（英語：rabbit–duck illusion）是一個可以看成是鴨或是兔的曖昧圖形。
最早的版本是1892年10月23日在德國幽默雜誌《飛葉周刊》上的未具名插圖，其標題為「哪些動物彼此最相像？」（Welche Thiere gleichen einander am meisten?），下方寫著「兔和鴨」（Kaninchen und Ente）
這張圖因為路德维希·维特根斯坦用在其著作《哲学研究》而有名，维特根斯坦用這張圖說明二種不同看的方式。

## 相關性
人會將鴨兔錯覺的圖看成鴨或是兔子，以及這兩者的比例，和社會、生物以及心理的因素有關。例如以瑞士的年輕人和老人測試，在復活節前後會將此圖看成兔子，而在十月份會將此圖看成鴨。這也和創意有關。有一個有關創意的測試就是在限定時間內，針對日常使用的物品（迴紋針）儘可能列出其創新的用途。李察·韋斯曼等人發現那些可以輕易將這個圖切換為鴨和兔子的人，在此測試中，平均可以找到五個創新的用途，無法輕易切換的人，平均只能找到二個以下的創新用途。

## 外部連結
- The illusion in Fliegende Blätter at the University Library Heidelberg[永久]
- Rabbitduck （页面存档备份，存于）, a sculpture by Paul St George